# 연하역
연하역(Yeonha station, 蓮下驛)은 강원특별자치도 영월군 영월읍 연하리에 위치한 태백선의 신호장이다.
인근에 자동차전용도로 국도 제31호선이 지나간다.

## 연혁
- 1957년 3월 10일 : 보통역으로 영업 개시
- 1996년 1월 1일 : 배치간이역(운전취급)으로 격하
- 2001년 9월 8일 : 신호장으로 격하
- 2005년 4월 1일 : 무인신호장으로 격하되면서 역무원 철수
- 2007년 6월 1일 : 일반열차 통과
- 2008년 3월 10일 : 여객취급 중지
- 2013년 11월 14일 : 제천 기점 42.3km로 변경[1]

## 사진

역사 (선로쪽)
역 구내 (석항역 방향)
역 구내 (탄부역 방향)